# Governo Militar de Lisboa
O Governo Militar de Lisboa (GML) constituiu um comando territorial do Exército Português, existente entre 1926 e 2006, com sede em Lisboa. Era comandado por oficial general com o título de "governador militar de Lisboa".
Entre 1970 e 1993, teve a designação de "Região Militar de Lisboa (RML)".
Entre 1946 e a sua extinção em 2006, o GML estave sedeado no Palácio de Vilalva, localizado na freguesia de São Sebastião da Pedreira.

## História
O Governo Militar de Lisboa foi criado na sequência da reorganização do Exército de 1926, resultando da fusão dos anteriores comandos do Campo Entrincheirado de Lisboa (CEL) e da 1.ª Divisão Militar. O GML tinha as atribuições de uma normal região militar (mobilização territorial e comando das forças estacionadas na região), acrescidas das antigas atribuições do CEL (defesa terrestre da Capital e defesa marítima dos portos de Lisboa e Setúbal). Em termos territoriais, abrangia uma área que coincidia aproximadamente com a dos distritos de Lisboa e de Setúbal. O governador militar de Lisboa estava na dependência direta do ministro da Guerra.
A partir de 1937, o GML passou a ser considerado uma região militar normal, mas manteve a sua designação de "governo militar".
Pela organização do Exército de 1959, o governador militar de Lisboa passou a depender do Chefe do Estado-Maior do Exército.
Na sequência da reorganização territorial do Exército de 1970, o GML passou a designar-se "Região Militar de Lisboa", mas o seu comandante manteve o título de "governador militar de Lisboa".
Em 1993, voltou à designação tradicional de "Governo Militar de Lisboa".
O GML foi extinto na sequência da reforma do Exército de 2006, através da qual foram extintas as regiões militares.